# 고려의 귀족문화
고려의 귀족문화는 남북국 시대 신라에서 받아들인 유교가 호족을 바탕으로 건국한 고려에서 문벌을 존중하는 풍조가 혼합되어 만연함에 따라 자연 발생한 문화로서, 고려 사회 전반에 걸쳐 영향을 미쳤다.

## 고려 초기
문치주의의 사회에서 유교가 성할 것은 당연한 일이었다. 또한 문벌 존중의 풍조는 유학에까지 영향을 끼쳐서 사학(私學)이 발달하였다. 문종 때에 최충이 9재(九齋)학당을 설치한 데서부터 사학의 시초가 비롯되어, 전직 고관과 당대의 대학자들이 각기 사학을 세워 사학12공도(私學十二公徒)가 성립되었다.
사학의 융성은 관학(官學)의 부진을 초래하였다. 이에 자극되어 관학의 진흥을 꾀하고자 노력하는 왕들이 나오게 되었다. 예종은 9재(九齋)를 모방하여 7재(七齋)를 설치하고 또 양현고(養賢庫)와 학문 연구소인 청연각(靑讌閣)·보문각(寶文閣)을 궁내에 설치했다. 인종 역시 그 뜻을 이어 관학기관을 정비하였다. 그 결과 김인존(金仁存)·김부식(金富軾)·윤언이(尹彦頤)·정지상(鄭知常) 같은 대학자가 배출되었다. 유학의 발달과 함께 각 왕의 실록(實錄)이 편찬되었으며, 김부식에 의해 《삼국사기(三國史記)》가 찬진(撰進)되었다. 불교는 안심입명(安心立命)의 교(敎)라 하여 유교와 병존하였다.
불교는 이미 보편화되어 외형상으로 성했으나 초기에는 그 교리 자체에 이렇다 할 새로운 발전이 없이 선종과 교종이 대립되어 있었다.
이러한 때 대각국사(大覺國師) 의천(義天)이 나타나 교선(敎禪) 일치를 주장하고 천태종(天台宗)을 펴자, 이에 자극되어 선종은 자각·단결하여 조계종(曹溪宗)을 성립시켰다. 이리하여 고려의 불교계는 5교(五敎) 양종(兩宗)으로 새로운 편성을 보게 되었다.
또한 고려 초기의 불교는 대장경(大藏經)의 조판(彫板)에 이르러 하나의 정리를 이룩했다. 현종 때 착수하여 문종 때 완성된 대장경의 조판은 거란의 침입을 막으려는 염원과, 요(遼)의 무력에 대한 고려의 문화적 우위성의 주장 및 국가의 관념적인 지도능력의 보유를 과시하려는 의도에서 이룩된 것이었다.
고려 때는 불교가 현세 이익의 종교로 생각되어 국가나 왕실의 융성을 기원하는 의미에서 사찰 창건과 각종 불교 행사가 성행하였다. 태조 때 세워진 법왕(法王) 왕륜(王輪)·흥국 등의 사찰을 위시하여 문종 때에는 흥왕사(興王寺)가 완성되었다. 또한 국가적인 불교 행사, 즉 연등회(燃燈會)·팔관회(八關會)가 행해지고, 각종 항례적인 법회(法會)와 기타 행사가 있었다.
불교의 숭상은 과거 제도의 시행에 따라 승과 제도(僧科制度)를 창설케 했다. 승려의 수는 토지의 급여와 면역(免役)의 특권 때문에 점점 늘어갔다. 또 사원은 기진(寄進)·투탁(投託)·겸병(兼倂) 등의 방법으로 소유지를 확대해 갔다. 이 사원전은 면세(免稅) 특권 및 불보(佛寶)·장생고 식리(殖利) 등의 고리대자본을 형성하여 이자놀이를 하였다. 그리고 상업·양주(釀酒)·목축 등의 방법으로 부(富)를 축적하여 갔다.
신라의 향가는 고려 초기까지도 그 줄기가 남아 있어 균여(均如)와 같은 작가가 나왔으나, 점차 소멸되어 한문학이 대신 성행하고 중국 고전의 문귀나 한시(漢詩)가 귀족들 사이에 읊어졌다.
고려 문화 중 가장 손꼽히는 것은 귀족들의 향락 생활의 소산으로 이루어진 대표적 예술작품인 고려자기(高麗磁器)일 것이다. 그 중 특히 청자(靑磁)는 천하일품이었다. 청자 이외에도 은상감향로(銀象嵌香爐)·촛대·거울 등 훌륭한 공예품들이 많다. 그 밖에도 정교와 섬세미를 자랑하는 석부도(石浮屠) 같은 미술품이 있다. 대표적인 것으로는 정토사(淨土寺)의 실상탑(實相塔)과 법천사(法泉寺)의 현묘탑(玄妙塔) 등을 들 수 있다. 그리고 분묘에 사용된 석관(石棺)의 4신수(四神獸)나 12지신상(十二支神像)의 선각(線刻)도 아름답다.
고려 초기의 석탑은 신라의 것을 계승한 것으로, 현화사칠층탑(玄化寺七層塔)에서 보는 바와 같이 예리한 직선미보다는 둥근 맛이 나는 석탑이 나타났다. 또 송의 영향을 받아 8각탑의 양식도 유행하여 월정사 9층탑(月精師九層塔) 같은 것이 생겼다. 불상으로는 관촉사(灌燭寺)의 미륵불(은진미륵)과 영주 부석사의 아미타소상(阿彌陀塑像)과 같은 걸작이 있다.
회화도 상당히 성하였으나 《예성강도(禮成江圖)》로 유명한 이영(李寧)과 그 아들 이광필(李光弼)의 이름만이 전할 뿐이다. 서도(書道)로는 유신(柳伸)·탄연(坦然)·최우(崔瑀)가 유명하며, 이들은 신라의 김생(金生)과 함께 신품사현(神品四賢)으로 일컬어진다.

## 고려 중기 이후
11세기 말 이후에는 국내외 상황에 대한 위기의식이 고조되면서 새로운 방향이 모색되었다. 국내에서는 문벌 주도 체제에 대한 내부항쟁의 조짐이 나타나기 시작하였다. 1095년 이자의(李資義)의 난이라는 정치세력 간의 충돌이 일어났고, 그 결과 어린 나이로 즉위한 헌종(憲宗)이 물러나고 숙부 숙종이 즉위하였다. 정란(政亂)의 여파가 가시지 않은 가운데 개경의 지덕(地德)이 쇠하였다는 주장이 제기되어 남경(南京, 지금의 서울)으로의 천도가 논의되다가 남경에 별도의 도성이 세워졌다.
지방에서는 유민들이 발생하고, 군인전의 경작자 확보가 원활하지 못하게 되었다. 국외에서는 거란의 세력이 약화되고, 여진의 세력이 완안부(完顔部)의 발흥과 함께 강성해져, 북방지역의 국제정세가 불안하게 되었다. 문화적인 면에서 우선 왕실의 주도로 유학이 진흥되고 새로운 사상적 탐구가 추진되었다. 숙종은 거란 및 송나라와의 외교관계에서 송나라에 더 큰 비중을 두고 그 문물의 도입을 더욱 확대하였다. 숙종은 유교 경전과 제자백가서·역사서의 정리와 간행, 보급에도 힘썼으며, 송나라에서 새로이 편찬된 역사서인 《자치통감(資治通鑑)》과 1천권 분량의 백과사전적 서책인 《태평어람(太平御覽)》 등 중요한 서적들을 들여왔다. 공자의 묘인 문선왕묘(文宣王廟)에 제자들과 유현(儒賢)들을 제사 대상으로 새로이 안치하고, 1102년에는 공자보다 앞선 인물인 기자(箕子)로부터 우리나라의 유교전통이 시작되었다 하여 평양에서 구전되던 기자의 묘를 찾아 기자사당(箕子祠堂)을 세웠다.
예종(睿宗)은 즉위하자 침체된 관학의 부흥을 꾀하고, 군신이 함께 경사(經史)를 강론하는 경연(經筵)을 시작하였다. 이러한 노력은 유학진흥의 분위기를 한층 고취하여, 당시에 “삼강오상(三綱五常)의 교(敎)와 성명도덕(性命道德)의 이치가 사방에 충만하였다”라는 평도 있었다. 지방에서도 유학이 진흥되어, 한반도 동남부인 밀주(密州, 지금의 밀양)와 같은 곳은 12세기 후반의 글에서 교통과 물산이 흥한 가운데 유자(儒者)들이 많고 예의에 밝은 고장으로 묘사되었다.
유학의 내용에서도 달라진 면이 나타나게 되었다. 《주역(周易)》과 《중용(中庸)》에 대한 관심이 높아져 두 책이 경연하면서도 자주 강론되었고, 윤언이는 《역해(譯解)》를 지어 《주역》에 대한 독자적 해석을 시도하였다. 이 두 경전은 성리학의 형이상학적 사상을 이루는 우주론과 존재론 및 심성론(心性論)의 기초가 된 중심적 경전으로, 이에 대한 논의가 활발해진 것은 송나라의 성리학에 대한 높은 관심과 관련하여 주목된다. 그 무렵 고려에서는 송나라 서책들을 비교적 폭넓게 검토하면서 유학을 연구하여, 주희(朱熹) 이전의 중요 성리학자로서 당시 송나라 조정에서 인정받지 못하던 양시(楊時)에 대해서 관심을 기울이기도 하였다.
이 시기 새로운 사상적 모색의 또 다른 일면은 송나라에서 크게 번성하던 도교(道敎)가 수입된 것이다. 송나라에서 도사가 와서 강론을 하기도 했으며, 고려인으로 송나라에 가서 도교를 공부하고 돌아와 활동한 인물도 있었다. 노자의 《도덕경》이 국왕과 유신들이 모인 자리에서 강론되기도 했다. 예종은 도교에 크게 심취하여 도교의 사원(道觀)인 복원궁(福源宮)을 세우고 빈번히 초제(醮祭)를 거행하였다.
예종 대의 문화적 동향은 모화적(慕華的)인 것으로 비판받기도 하는데, 중국문물의 도입이 적극적으로 추진된 반면에 국가 단위의 전통적 제전인 팔관회에 국왕이 참관하는 일은 크게 줄어들었다. 한편 의천의 불교 교단 재정비가 그의 이른 사망과 함께 무산되고, 불교는 계속 일반 대중과 유리되는 가운데 문벌세력과 뒤얽혀 내부 모순이 커져갔다. 이에 세속과 얽힌 법상종·화엄종 중심의 종파불교에 대한 회의가 일어났으며, 도교의 영향을 받는 가운데 선(禪)을 개인적으로 수행하는 은둔적이고 고답적인 경향의 거사불교(居士佛敎)가 문벌 사이에 유행하였다. 문벌의 주도 속에 문화의 융성이 구가되는 이면에서는 문화의 기풍이 진취적이고 건실한 데서 보수적이고 관념적인 경향으로 바뀌고 있었다.
숙종 대에는 강성해진 여진과의 무력충돌이 일어났는데, 보병을 위주로 한 여진 정벌군은 기병의 열세로 크게 패배하고 말았다. 이에 고려에서는 전국적인 규모로 군대를 징발하여 별무반(別武班)을 편성하였고, 예종 2년(1107)에는 윤관(尹瓘)이 이끈 17만의 고려군이 여진을 정벌하여 동북방 지역에 9성을 쌓았다(9성의 위치에 대해서는 함흥평야 일대로 보는 견해와 두만강 북쪽에까지 확대하여 보는 견해가 있다). 이는 고려를 부모의 나라로 섬기던 여진이 강성해져 침략해 오는 것에 대한 응징이기도 하였다. 그러나 여진 정벌에 대해 윤관이 남긴 글을 보면 냉철한 현실인식보다는 관념적인 문화적 우월감에 도취된 면이 나타나 있다. 결국 9성 지역의 지리적 조건 등에 대한 기초적 사전 형세판단의 잘못으로 여진 정벌은 예상치 못한 큰 난관에 부딪히게 되었다. 게다가 서북쪽의 거란에 대비하기 위해 동북방에서의 전투를 장기화할 수 없는 부담과 국론분열로 인해 9성 지역을 그대로 여진에게 내주고 말았다. 실패로 돌아간 여진 정벌은 막대한 인력과 물자의 허비로 경제적 어려움을 남겼고, 여진 정벌 추진세력과 반대세력 간에 격화된 대결은 지배층의 분열과 대립을 심화시켜 정치에도 어두운 그림자를 남겼다.
1122년에 어린 나이로 인종(仁宗)이 즉위하자, 외척인 이자겸(李資謙) 일파가 권력을 장악하고 토지를 탈취하는 등 부정을 자행하였다. 이자겸은 잘못을 비판하는 신진관리들을 제거하고, 1126년에는 왕위를 노려 반란을 일으켰다. 이러한 가운데 여진이 세운 금(金)나라가 거란을 멸망시키고 압력을 가해오자, 이자겸 일파는 여러 신료들의 반대를 무시하고 금나라에 대해 신하로 자칭하는 사대외교(事大外交)관계를 결정하였다(1126).
이자겸의 난이 평정된 후, 궁궐의 대부분이 불타 황폐해지는 사태에 이르게 한 기존 정치에 대한 비판적 분위기와 금나라에 대한 사대외교를 향한 비판여론 속에서 정지상(鄭知常), 승려 묘청(妙淸) 등의 서경 출신 세력들이 등장하였다. 이들은 고려가 천하의 중심으로, 천하에서 유일하게 신성한 곳이라는 고대적 천하관의 계승자들이었다. 그들은 대내적으로는 서경으로의 천도(遷都)와 내정의 개혁을 주장하였고, 대외적으로는 황제를 칭하고 연호를 제정할 것(稱帝建元)과 금국(金國)과 대결할 것을 주장하였다. 이들은 묘청 등의 미신적인 지리도참설(地理圖讖說)과 음양비술에 많이 의존하였는데, 묘청이 지덕(地德)이 쇠한 개경에서 지덕이 왕성한 서경으로 천도하면 국력이 왕성해져 금나라도 항복할 것이며 다른 나라들도 조공을 바치게 될 것이라 하자, 서경에 새로운 궁궐이 세워지기에 이르렀다. 그러나 오히려 자연재해가 잇따르면서 서경 천도에 대한 회의론이 일어났으며, 그것을 만회하려는 묘청의 속임수가 탄로 나자 비판론이 크게 고조되었다. 문벌세력을 필두로 한 조정 신료들의 거센 비판에 몰린 묘청 등은 인종 12년(1135)에 서경에서 반란을 일으켰으나 1년 만에 평정되었다.
서경 반란의 평정을 맡았던 김부식 일파가 권력을 장악하자 문벌 중심의 체제는 더욱 경직되고 사대외교도 지속되었다. 김부식은 또한 국가의 공식적 역사서를 편찬하는 최고 책임자가 되어 삼국사기를 만들었다. 이에 앞서 고려 초에 만들어진 《구삼국사기(舊三國史記)》가 있었으나, 《삼국사기》는 유교이념과 유교사관에 치중하여 전통적인 토속문화를 부정적으로 보는 관점에서 앞 시대의 역사를 다시 편찬한 것이었다.

##### 대표 문화재
- 청자 상감운학문 매병 (국보)
- 청자 기린형뚜껑 향로
- 아미타삼존도 (국보 제218호)

## 같이 보기
- 고려의 문화